# BitTorrent (ソフトウェア)
BitTorrentは、BitTorrentプロトコルを用いてファイルをアップロードおよびダウンロードすることができるBitTorrentクライアントである。プロプライエタリなアドウェアであり、ブラム・コーエンおよびRainberryによって開発された。このソフトウェアはBitTorrentプロトコルのために最初に書かれたクライアントである。開発者の間では、公式な起源を示す意味でしばしばメインラインという愛称で呼ばれている。バージョン6.0以降、BitTorrentクライアントはμTorrentのリブランド版となり、それに伴いオープンソースではなくなった。現在、Microsoft Windows、Mac、Linux、iOS、Androidで利用可能である。現在のソフトウェアには、「BitTorrent Classic」（旧来のバージョン番号を継承）と「BitTorrent Web」（独自のバージョン番号を使用）の2つのバージョンが存在する。

## 歴史
プログラマーのブラム・コーエンは2001年4月にこのプロトコルを設計し、2001年7月2日にBitTorrentクライアントの最初の実装を公開した。現在はコーエンの会社であるRainberryによって保守されている。
バージョン6.0以前のBitTorrentはPythonで書かれており、自由ソフトウェアであった。2001年12月30日以前に公開されたごく初期のバージョンは、ライセンスなしでパブリックドメインとして公開されていた。バージョン3.4.2までのものはMITライセンスの下で配布されていた。バージョン4.xおよび5.xのソースコードは、Jabber Open Source Licenseを修正したBitTorrent Open Source Licenseの下で公開された。バージョン4.0および5.3はGPLの下で再ライセンスされた。
クライアントのバージョン4.20は、BitTorrent Inc.によって『Allegro』と名付けられた。これは、ダウンロード性能とISPによる管理性を向上させるために同社が開発したプロトコル拡張に由来する名称である。
クライアントのバージョン5.30は、インターネットアーカイブにスナップショットが保存されており、これは最後のオープンソース版である。
2007年9月18日にリリースされたバージョン6.0以降、BitTorrentクライアントはμTorrentのリブランド版となり、もはやオープンソースではなくなった。

## 機能
BitTorrentクライアントは、メインウィンドウにある内蔵検索ボックス（Search for torrents）を使用して、ユーザーがTorrentファイルを検索・ダウンロードすることを可能にしており、検索結果はユーザーのデフォルトのウェブブラウザでBitTorrentのトレント検索エンジンページを開くことで表示される。
現在のクライアントには、複数の並列ダウンロードを含むさまざまな機能が搭載されている。BitTorrentには、ユーザーがバックグラウンドで何が起こっているかを把握できる統計的、表形式、グラフ形式のビューが複数用意されている。ピアおよびシードに関する情報を表示する多数のビューがあり、各ピアからどれだけのデータがダウンロードされているか、また各ピアにどれだけのデータがアップロードされているかを確認できる。不適切なシャットダウン後に処理されたすべてのデータを検査する自動回復システムも搭載されている。また、クライアントは自身、ソースファイルサーバー（トラッカー）、他のクライアントとの間でピアリングを仲介することで、配信効率を高めている。さらに、ユーザーがトレントファイルを作成および共有することも可能である。

## リリース履歴
| パブリックドメインまたはMIT Licenseの下でリリースされたバージョン | パブリックドメインまたはMIT Licenseの下でリリースされたバージョン | パブリックドメインまたはMIT Licenseの下でリリースされたバージョン |
| バージョン                                                        | リリース日                                                        | 変更点 |
| ----------------------------------------------------------------- | ----------------------------------------------------------------- | --- |
| 1.0.0                                                             | 2001年7月2日                                                      | 初期リリース |
| 2.0.2                                                             | 2001年8月10日                                                     | UIが非常にシンプルで使いやすいように再設計された。 |
| 2.1                                                               | 2001年8月23日                                                     | ネット接続全体を使用できない重大な問題の修正、Downloader.pyの完全な書き直し、その他の小さな調整。 |
| 2.2                                                               | 2001年9月2日                                                      | プロトコルにいくつかの大きな変更が加えられ、現在は凍結されている。 |
| 2.3.1                                                             | 2001年9月12日                                                     | ユーザーフィードバックの反映とダウンロードの再開機能を含む。 |
| 2.5                                                               | 2001年10月23日                                                    | UIが再設計され、完全にグラフィカルになり、UNIX上のmozilla/netscapeで動作可能となった。単一スレッド処理が追加され、性能が大幅に向上。パブリッシャはメタデータをファイルに保存するようになり、再起動時の再スキャンが不要となった。トラッカーはパブリッシャおよびダウンローダの情報を永続的に保存するようになり、再起動後すぐにダウンロードが再開可能となった。クリーンなシャットダウン、小さな改善、バグ修正も含まれる。 |
| 2.6.1                                                             | 2002年1月6日                                                      | アップロード／ダウンロードロジックがtit-for-tatの帯域取引戦略を使用するように全面的に書き直された。TCPバッファリングの使用も大幅に改善された。Unixへのインストールが簡素化され、多数の小規模な改善も加えられた。 |
| 2.7                                                               | 2002年4月29日                                                     | アップロードの応答性向上など、性能が大幅に改善された。UIに進捗メーターなどの機能が追加され、エラーハンドリングやマルチファイル対応も強化された。プロトコルがより安全になるよう再設計され、固定ポートが使用されるようになった。これが後方互換性のない最後のリリースとなる見込み。複数の重大なバグも修正された。 |
| 2.8.0                                                             | 2002年5月31日                                                     | 内部の性能が大幅に向上し、プロトコルが変更されオーバーヘッドが大幅に削減された。トラッカーはどのピアが稼働中かを把握するようになり、スケーリング性能が大きく向上した。 |
| 2.9                                                               | 2002年7月2日                                                      | 性能の大幅な向上とバグ修正が含まれる。公開プロセスが大幅に整理され、簡素化された。NATの背後に多数のダウンローダが存在するデプロイでは、トラッカーオプション「--nonat 1」でそれらを除外できるようになった。次のリリースで起動時のバージョンチェックが削除される予定。 |
| 3.0.1                                                             | 2002年10月2日                                                     | 軽微な整理、プロトコルの最終化、バージョンチェックの削除（3.0で実施）。 |
| 3.1                                                               | 2003年1月2日                                                      | 大幅な性能改善とバグ修正。一部ユーティリティが追加され、アップロード速度制限機能が追加された。 |
| 3.2                                                               | 2003年3月28日                                                     | 性能が大幅に向上し、読み取り専用ファイルのサポートが追加された。Windows版ではコマンドライン引数が使用可能になった。その他複数のバグ修正。 |
| 3.3                                                               | 2003年9月24日                                                     | ファイルはダウンロード時にのみ割り当てられるようになり、ハードディスクの断片化を防止。大きなトレントでもCPUに負荷がかからない。ネットワーク利用率とダウンロード速度が安定し、シードが少ないトレントもより迅速に完了するようになった。重要なバグがいくつか修正された。 |
| 3.4                                                               | 2004年3月6日                                                      | バグ修正。トラッカー接続に問題があっても転送中であればクライアントが警告を出さないようになった。帯域幅の使用量が削減された。 |

| BitTorrent Open Source Licenseの下でリリースされたバージョン | BitTorrent Open Source Licenseの下でリリースされたバージョン | BitTorrent Open Source Licenseの下でリリースされたバージョン |
| バージョン                                                   | リリース日                                                   | 変更点 |
| ------------------------------------------------------------ | ------------------------------------------------------------ | --- |
| 4.0.1                                                        | 2005年4月6日                                                 | 新たにGTK+ベース（以前はwxWidgets）のキュー型UIが導入された。UIに多くの改善が加えられ、インターフェース上からアップロード速度などのオプションが変更可能となった。統計情報がGUIで表示されるようになり、性能も改善された。BitTorrentパケットはトラフィック制御を容易にするためにバルクデータとしてマークされるようになった。各種バグが修正され、ライセンスは「BitTorrent Open Source License」に変更された。 |
| 4.1.0                                                        | 2005年5月20日                                                | トラッカーなしでの動作が可能になった。UIからトレントファイルの作成が可能となり、国際化対応も統合された。いくつかの小規模な修正が行われた。 |
| 4.1.1                                                        | 2005年5月25日                                                | トラッカーなしでの動作に多くの改善が加えられた。トレントのコメント欄に対するGUI対応が追加され、ピア識別が改善された。その他多くの小規模なバグが修正された。 |
| 4.0.4                                                        | 2005年8月27日                                                | トラッカーなしのトレントファイルが識別可能になった。すでに開かれているトレントを再度開こうとした際の動作が改善された。GUIの再起動時に再生／一時停止状態が保存されなくなった。その他多数のバグが修正された。 |
| 4.1.4                                                        | 2005年8月27日                                                | トラッカーなしの動作に多数の改善が加えられた。翻訳のサポートとマルチレート制限バックエンドが追加された。コマンドライン上のURL検出がより効果的になった。ほとんどのコマンドラインスクリプトが改名された。非ラテン／Unicodeのアクセラレータキーのサポートが追加された。その他多数のバグが修正された。 |
| 4.1.6                                                        | 2005年10月13日                                               | 寄付の催促メッセージが削除された。グローバルステータスライトが追加された。インストーラーが大幅に改善された。ファイルやURLの外部ドラッグ＆ドロップが可能になった。GUIとレイアウトが改善された。トラッカーなしのトレントの起動時間が大幅に短縮された。複数のバグが修正された。 |
| 4.1.7                                                        | 2005年11月3日                                                | 最大アップロード速度スライダーが修正された。言語選択UIが追加された。ピアリストの表示速度が向上し、ピアの識別も改善された。その他多くの小規模なバグが修正された。 |
| 4.1.8                                                        | 2005年11月18日                                               | 多数の小規模なバグが、特にトラッカーなしでの動作に関して修正された。OS Xクライアントの自動更新が追加された。新たなステータスライトアイコンが追加された。 |
| 4.2.0                                                        | 2005年11月22日                                               | 安定版4.2シリーズの初リリースであり、4.1ベータシリーズの全機能と改善が統合されている。特に、トラッカーなしでの動作サポートと国際化対応（いくつかの翻訳含む）が追加された。コマンドラインスクリプトが改名され、UIも改善された。 |
| 4.2.1                                                        | 2005年12月5日                                                | 設定ウィンドウから言語を選択できるようになった。日本語および韓国語のサポートが追加された。「Invalid menu handle」バグとその他の小さなバグが修正された。 |
| 4.3.0                                                        | 2005年12月5日                                                | コードの大規模な再構成が行われた。GTK+-2.4のサポートが廃止され、GTK+-2.6が最低要件となった。新しい内部状態ファイル形式が導入された。多数の文字列変更および国際化機能が追加された。「--bind」コマンドラインの希少なバグが修正された。 |
| 4.3.2                                                        | 2005年12月11日                                               | 自動更新テスト用のコマンドラインオプションが追加された。すべてのウィンドウで正しいBitTorrentアイコンが表示されるよう保証された。「--bind」の修正により無効化されていたgzipサポートが復活。壊れたエラーハンドリングコードが削除された。 |
| 4.2.2                                                        | 2005年12月21日                                               | アップグレード時に発生する「Invalid Menu Handle」エラーが修正された。自動シード機能のバグが修正された。Python 2.2向けの「launchmany-curses」が修正された。 |
| 4.3.3                                                        | 2005年12月21日                                               | 「--geometry」オプションおよびウィンドウサイズと位置の記憶機能が追加された。ウィンドウタイトルやシステムトレイのツールチップ、NATステータスライトの修正が行われた。「Invalid Menu Handle」エラーが修正され、「launchmany-curses」がPython 2.2で動作するよう修正された。 |
| 4.3.5                                                        | 2006年1月9日                                                 | ステータスライトの状態管理が改善され、「信号強度」インジケーターが追加された。Fastresumeのエラーメッセージが修正された。複数のIPC関連バグおよびその他のバグが修正された。 |
| 4.3.6                                                        | 2006年1月25日                                                | 新しいアイコンが導入された。Python 2.2との互換性問題と「Invalid Menu Handle」関連のさらなる修正が行われた。グローバルなアップロード速度計算が修正された。 |
| 4.4.0                                                        | 2006年2月1日                                                 | ベータブランチのすべてのバグ修正および改善（GTK+ 2.6 APIへのアップグレード、大規模なコード再構成、国際化の改善、新しいアイコンとステータスライト、ウィンドウサイズ記憶機能など）が統合された。メモリリークが修正され、ヘブライ語とアイスランド語のサポートが追加された。 |
| 4.9.2                                                        | 2006年5月5日                                                 | 完全に新しいUIが導入され、スマートなダウンロード／キュー管理動作（およびスマートなシード動作）、トレントの優先度システム、暗号化サポート、ダウンロード速度制御、ファストエクステンション、トレントの「タイトル」サポートが加えられた。進行バー、転送速度グラフ、エラーハンドリング、レポート機能が改善された。                                                                                             |

| プロプライエタリライセンスの下でリリースされたバージョン | プロプライエタリライセンスの下でリリースされたバージョン | プロプライエタリライセンスの下でリリースされたバージョン |
| バージョン                                               | リリース日                                               | 変更点 |
| -------------------------------------------------------- | -------------------------------------------------------- | --- |
| 6.0.0                                                    | 2007年9月18日                                            | - BitTorrentクライアントがμTorrentをリブランドしたバージョンとなった。BitTorrent DNA（BitTorrent Delivery Network Accelerator）プログラムが追加された。ライセンスはプロプライエタリライセンスに変更された。 |
| 7.4.3                                                    | 2019年10月16日                                           | - BitTorrentクライアントは2つのバージョンが存在する。本バージョンは「BitTorrent Classic」である。 |

| プロプライエタリライセンスの下でリリースされた「Web」バージョン | プロプライエタリライセンスの下でリリースされた「Web」バージョン | プロプライエタリライセンスの下でリリースされた「Web」バージョン                               |
| バージョン                                                      | リリース日                                                      | 変更点                                                                                        |
| --------------------------------------------------------------- | --------------------------------------------------------------- | --------------------------------------------------------------------------------------------- |
| 1.2.8                                                           | 2022年6月2日                                                    | - BitTorrentクライアントは2つのバージョンが存在する。本バージョンは「BitTorrent Web」である。 |

| Mac OS X バージョン履歴 | Mac OS X バージョン履歴 | Mac OS X バージョン履歴 | Mac OS X バージョン履歴 | Mac OS X バージョン履歴 |
| バージョン              | ビルド                  | リリース日              | 機能／変更点 |                         |
| ----------------------- | ----------------------- | ----------------------- | --- | ----------------------- |
| 7.1.0 (22093)           |                         |                         | - 初回リリース |                         |
| 7.2.0                   |                         |                         | - ディレクトリ設定とファイル選択が可能なトレント追加ダイアログを追加 - Growlサポートを追加 - Dockアイコンのバッジ表示を追加 - トレントの保存先変更機能を追加 - プライバシー設定を追加 - 高度なディレクトリ設定とルールを追加 - UTP帯域幅サポートの改善 - シード比率制限の修正 - トレント完了時のトラッカー通知の修正 - 自動追加ディレクトリ設定の修正 - HTTPSサポートの改善 - 帯域幅設定の変更時にReturnキーを押す必要があった問題を修正                                              |                         |
| 7.2.1                   |                         |                         | - utWEBサポートを追加 - RSSサポートを追加 - スケジューラーを追加 - UIを更新 - セキュアトラッカーのサポートを修正 - 転送速度制限機能の改善 |                         |
| 7.3.1                   |                         |                         | - 自動読み込みフォルダー内のサブディレクトリを無視するオプションを追加 - スマートRSSフィードを複製するオプションを追加 - Mac起動時にBitTorrentを自動起動するオプションを追加 - Dockアイコンに完了したトレント数を表示 - 終了時のハングアップを修正 - DHTの有効／無効切り替えの修正 - ダウンロード先変更時のファイル拡張子の修正 - スマートRSSフィードの一致項目表示の修正 - プロキシサポートを追加 - 通信量制限機能を追加 - Lionのフルスクリーンモードに対応 - その他UIおよびバグ修正 |                         |
| 7.3.5 (27628)           |                         | 2012年7月25日           | |                         |
| 7.4.3                   |                         | 2020年5月19日           | - BitTorrentクライアントは2つのバージョンが存在する。本バージョンは「BitTorrent Classic」である。 |                         |

| Mac OS X「Web」バージョン履歴 | Mac OS X「Web」バージョン履歴 | Mac OS X「Web」バージョン履歴 | Mac OS X「Web」バージョン履歴 | Mac OS X「Web」バージョン履歴 |
| バージョン                    | ビルド                        | リリース日                    | 機能/変更点 |                               |
| ----------------------------- | ----------------------------- | ----------------------------- | --- | ----------------------------- |
| N/A                           |                               |                               | - BitTorrentクライアントには2つのバージョンが存在する。これは「BitTorrent Web」バージョンである。公開されているバージョン番号やリリース日は存在しない。 |                               |

## BitTorrent DNA
BitTorrent DNA（BitTorrent Delivery Network Accelerator）は、ビデオ・オン・デマンドの視聴、ソフトウェアのダウンロード（BitTorrentプロトコルの有無を問わない）、オンラインゲームのプレイを高速化するために設計されたプログラムである。これは、エンドユーザー間でダウンロードを分散させることによって実現されている。この方法により、開発者はコンテンツプロバイダのサーバー負荷を軽減し、エンドユーザーがより高速にコンテンツを受信できるように意図している。このプログラムは、オペレーティングシステムが稼働している間、バックグラウンドで常に実行される。
BitTorrent DNAは従来のBitTorrentとは異なり、パブリッシャーに対して最低限のデータ配信速度を保証するために、パブリッシャーのHTTPサーバーに依存している。また、コンテンツ配信に対する制御（ピアは他のピアに接続する前にオリジンサーバーに接続する必要がある）をパブリッシャーに提供し、配信情報を収集してパブリッシャーと共有することも可能である。ファイル転送の品質は、データにおける長期的な平均ビットレートおよびストリーミング時の期限遵守によって規定されている。また、DNAは他のTCPトラフィックやその他の通信にも帯域を割り当てることができる。
DNAはまた、従来のBitTorrentとは異なり、UDPベースのプロトコルであり、従来のTCPベースの帯域制御に代わって、より繊細な帯域管理技術を採用している。
このプログラムは、サードパーティのウェブサイトやソフトウェア企業によってインストールされることに加えて、公式BitTorrentクライアントがインストールされる際にも導入される（ブランド変更されたバージョン6.0以降）。ただし、個別にアンインストールすることも可能である。
DNAの最初のバージョンでは、DNAアプリケーションをインストールしたまま、一時的に次回のシステム再起動まで停止させることが可能であった（Windows XPのコントロールパネルを通じて）。DNAのGUIは、公式BitTorrentバージョン6.1および6.1.1で完全に削除されたが、バージョン6.1.2で再導入された。
2007年10月以降、BitTorrent DNAはBitTorrent, Inc.によって、コンテンツプロバイダが購入可能な商用サービス（価格は非公開）およびエンドユーザー向けの無料バックグラウンドプログラムとして提供されている。同社社長のアシュウィン・ナビンは、本製品の発表に際して「従来のインフラ上にBitTorrent DNAを実装することで、ユーザー体験の向上、高品質な動画、より高速なソフトウェアダウンロードが、マネージドサービスのセキュリティと信頼性のもとで可能となるという大きな効果がある」と主張した。
ナビンはポッドキャストでのインタビューにおいて、2005年1月にBitTorrent DNAの販売を試みたと語っている。しかし、BitTorrentのブランドが潜在顧客にとって賛否が分かれるものであることが判明し、ローンチは延期された。その後、約50社のメディア企業とBitTorrent Entertainment Networkで提携を結んだことで、同社は十分な社会的信頼を得て、2年半後にBitTorrent DNAを正式にローンチするに至った。
このサービスの最初の顧客はブライトコーブ社であり、ストリーミング動画ファイルの配信にDNAを利用することを選択した。
2009年5月時点で、ASUSのサポートウェブサイトは、従来の複数の国際的に分散したHTTPサーバー、コンテンツ配信ミラー、リダイレクション機構に加えて、大容量ファイルの追加ダウンロード手段としてBitTorrent DNAを使用している。現在、DNA形式のダウンロードには「Global」「Chinese」といった位置情報付きサーバーの横に「P2P」アイコンが表示されている例が確認できる。